# Bakhtiar (nome)
Bakhtiar  è un nome proprio di persona persiano e urdu maschile; nei rispettivi alfabeti è scritto بختیار.

## Varianti in altre lingue
- Azero: Bəxtiyar[1], Bakhtiyar[1]
- Indonesiano: Bachtiar[1]
- Kazako: Бақтияр (Baqtijar)[1]
- Tagico: Бахтиёр (Bahtiër)[1]
- Turco: Bahtiyar[1]
- Uzbeco: Бахтиёр (Bahtiër)[1]

## Origine e diffusione
Riprende un vocabolo persiano che vuol dire "fortunato", quindi ha lo stesso significato dei nomi Fortunato, Iqbal, Sa'id, Fatmir ed Eutichio.

## Persone
- Bakhtiar Rahmani, calciatore iraniano

### Varianti

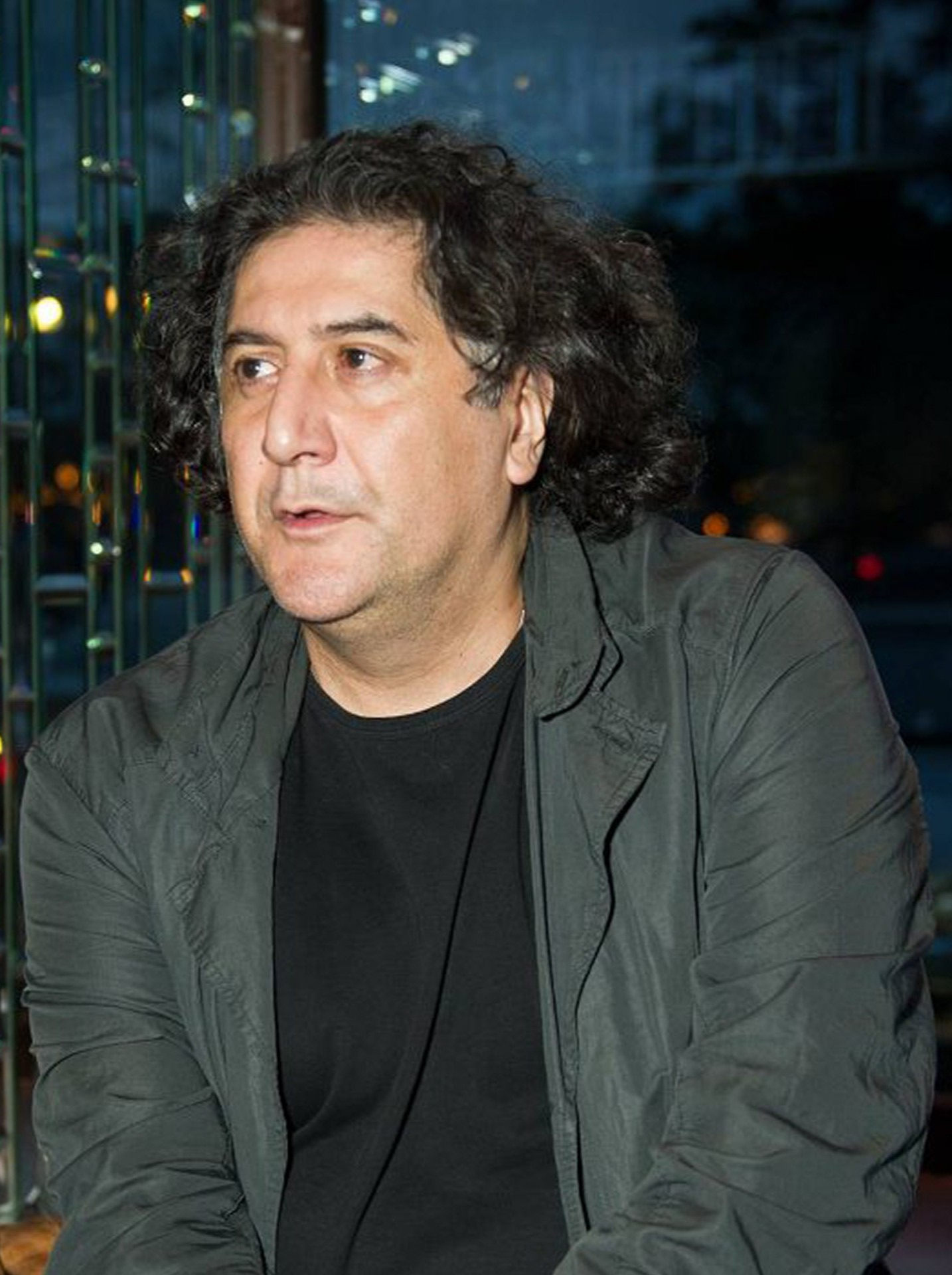
Bahtiër Hudojnazarov

- Bachtijar Achmedov, lottatore russo
- Bakhtiyar Artayev, pugile kazako
- Bakhtiyor Ashurmatov, calciatore e allenatore di calcio uzbeko
- Baktyjar Dùjšôbekov, calciatore kirghiso
- Bahtiër Hudojnazarov, regista e sceneggiatore tagico
- Bəxtiyar Həsənalızadə, calciatore azero
- Bəxtiyar Musaev, calciatore azero
- Bəxtiyar Soltanov, calciatore azero